# Zoran Bałdowaliew
Zoran Bałdowaliew (mac.: Зоран Балдовалиев; ur. 21 maja 1983 w Strumicy) – macedoński piłkarz występujący na pozycji napastnika. Zawodnik Akademii Pandew.

## Kariera klubowa
Bałdowaliew karierę rozpoczynał w 2001 roku w pierwszoligowej Bełasicy Strumica. W sezonach 2001/2002 oraz 2002/2003 wywalczył z nią wicemistrzostwo Macedonii. W 2003 roku przeszedł do słoweńskiego zespołu NK Publikum Celje, a w sezonie 2004/2005 wywalczył z nim wicemistrzostwo Słowenii oraz Puchar Słowenii. W 2005 roku odszedł do azerskiego MKT-Araz İmişli i spędził tam sezon 2005/2006.
W 2006 roku Bałdowaliew odszedł do łotewskiego FK Ventspils i w tym samym roku zdobył z nim mistrzostwo Łotwy. Na początku 2007 roku przeniósł się do bułgarskiego Łokomotiwu Płowdiw, gdzie występował do końca sezonu 2006/2007. Następnie grał w Łokomotiwie Sofia, a w styczniu 2010 przeszedł do izraelskiego Hapoelu Ironi Kirjat Szemona, grającego w drugiej lidze. W sezonie 2009/2010 awansował z nim do pierwszej ligi.
Na początku 2011 roku Bałdowaliew odszedł do cypryjskiego Enosisu Neon Paralimni. Występował tam przez sezon 2010/2011, a następnie grał w saudyjskich zespołach Najran SC oraz Al-Qadisiyah. W 2012 roku wrócił do Macedonii, gdzie został zawodnikiem Horizontu Turnowo. Po roku przeniósł się do greckiej Kerkiry. W sezonie 2013/2014 wywalczył z nią awans z drugiej ligi do pierwszej, jednak wówczas odszedł do szwajcarskiego FC Chiasso (Challenge League).
W 2015 roku wrócił do Grecji, do Olympiakosu Wolos. Grał tam do końca sezonu 2015/2016. W kolejnym występował w Łokomotiwie Płowdiw oraz w Kerkirze. W 2016 roku przeszedł do Akademiji Pandew, grającej w drugiej lidze macedońskiej.

## Kariera reprezentacyjna
W reprezentacji Macedonii Bałdowaliew zadebiutował 9 lutego 2003 w zremisowanym 2:2 towarzyskim meczu z Chorwacją, a 11 lutego 2005 w wygranym 2:1 towarzyskim pojedynku z Liechtensteinem strzelił swojego jedynego gola w kadrze. W latach 2003–2007 w drużynie narodowej rozegrał 4 spotkania.